# آنا اورتیز
آنا اورتیز (به انگلیسی: Ana Ortiz) (زاده ۲۵ ژانویه ۱۹۷۱ - نیویورک) هنرپیشه و خوانندهٔ اهل کشور آمریکا است.
از فیلم‌های معروف او می‌توان به بازی در فیلم مامان بزرگ و بتی بی‌ریخته و مجموعه تلویزیونی خدمتکاران حیله‌گر اشاره کرد.